# Drosophila cuaso
Drosophila cuaso este o specie de muște din genul Drosophila, familia Drosophilidae, descrisă de Bachli, Vilela și Ratcov în anul 2000. Conform Catalogue of Life specia Drosophila cuaso nu are subspecii cunoscute.